# Conrad Bain
Conrad Stafford Bain, kanadsko-ameriški televizijski igralec, * 4. februar 1923 Lethridge, Alberta, Kanada, † 14. januar 2013 Livermore, Kalifornija, Združene države Amerike.
Conrad Bain je znan po svoji vlogi Phillipa Drummonda v televizijski seriji Diff'rent Strokes.